# Iropoca rotundata
Iropoca rotundata är en fjärilsart som beskrevs av Walker 1855. Iropoca rotundata ingår i släktet Iropoca och familjen tofsspinnare. Inga underarter finns listade i Catalogue of Life.

## Bildgalleri

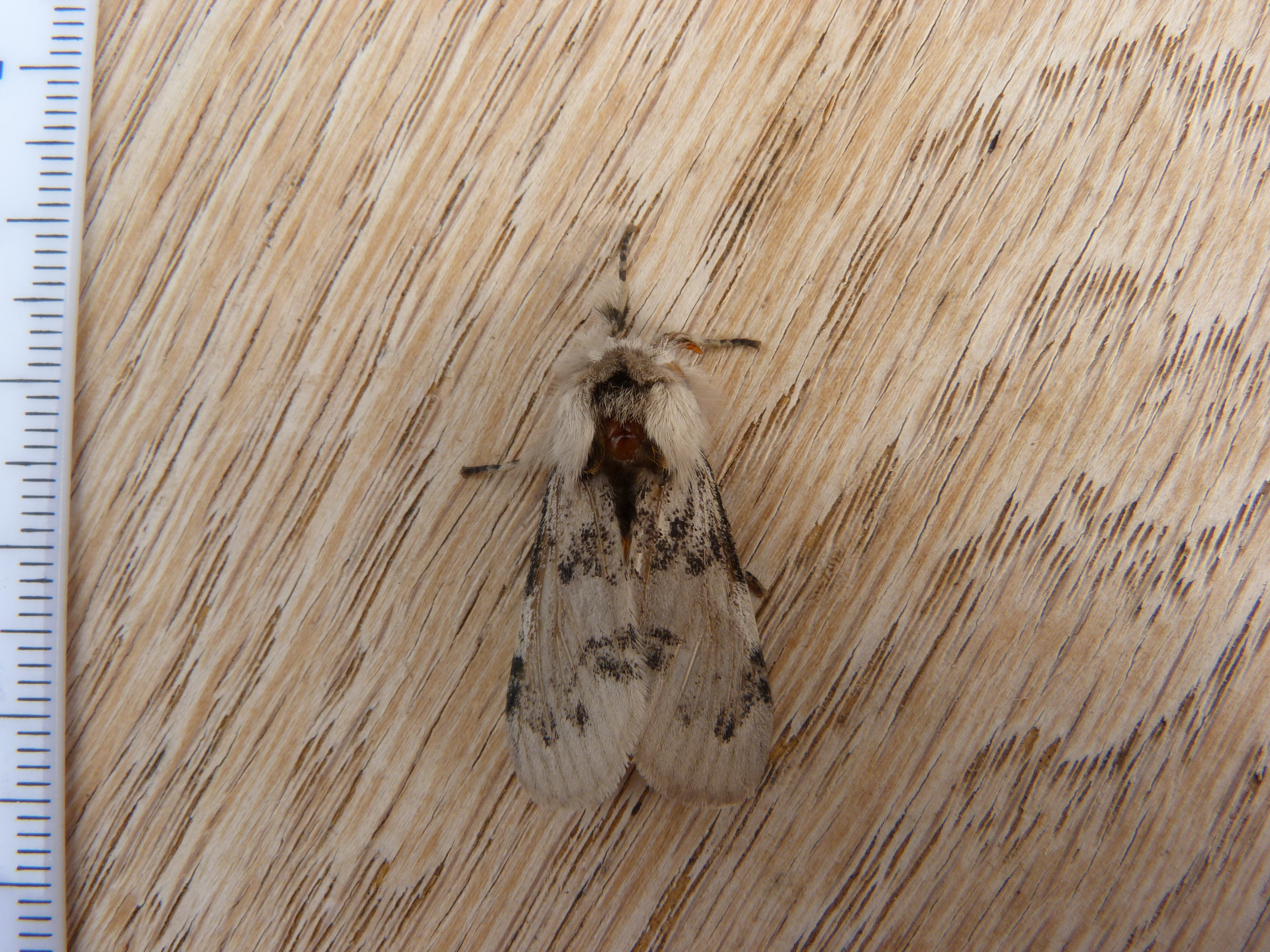